# ميجامينكس

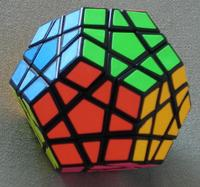
ميجامينكس 6 ألوان ، محلول

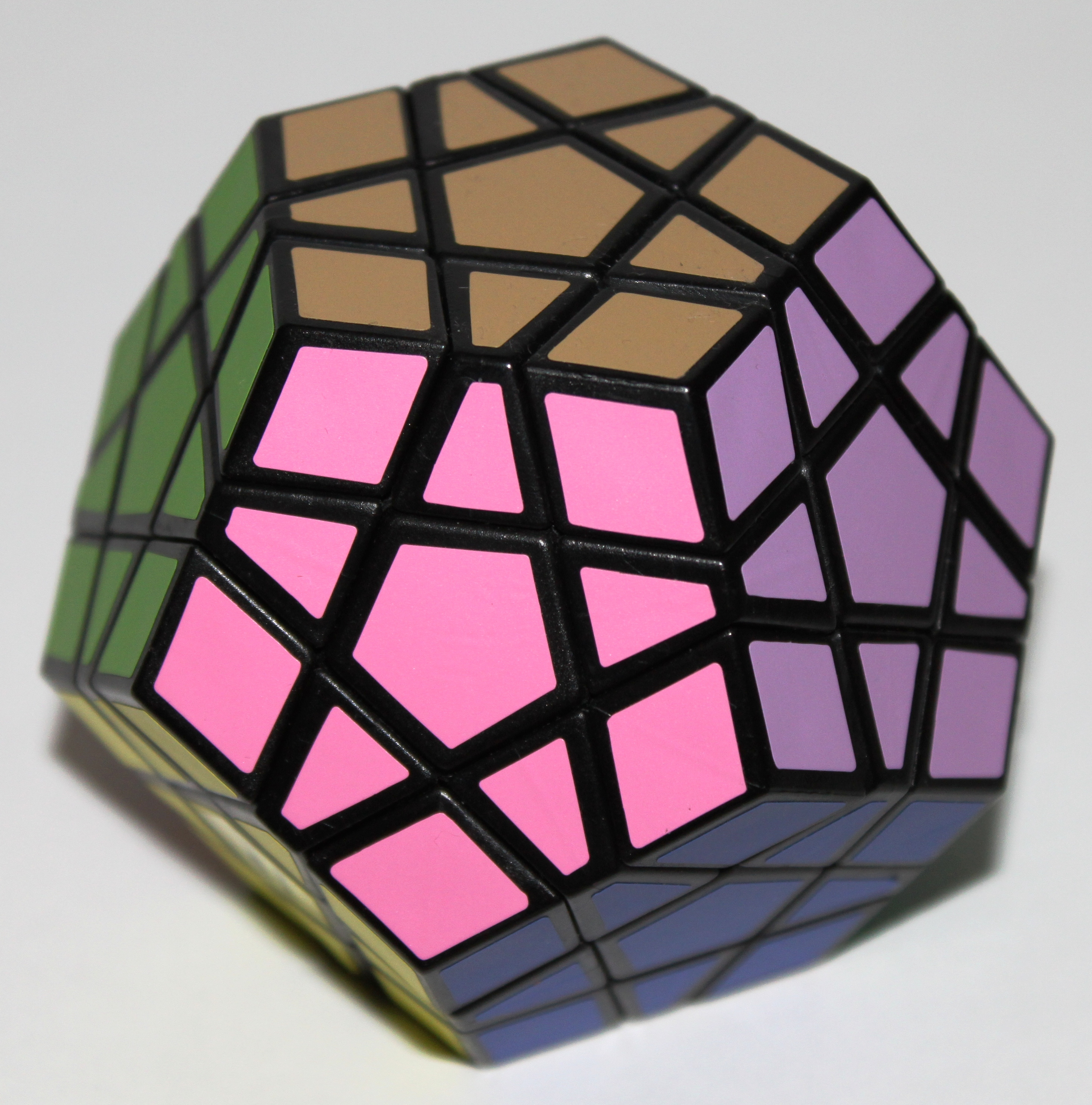
ميجامينكس ذو 12 لونًا ، محلول

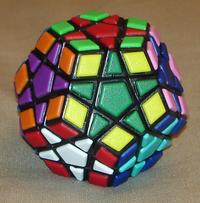
ميجامينكس ذو 12 لونًا بترتيب على شكل نجمة

ميجامينكس هو لغز على شكل ثنائي الوجوه مشابه لمكعب روبيك. يحتوي على إجمالي 50 قطعة متحركة لإعادة ترتيبها، بينما يحتوي مكعب روبيك 4*4 على 26 قطعة متحركة.